# スティーブ・ベイカー (オートバイ選手)
スティーブ・ベイカー（Steve Baker、1952年9月5日 - ）は、アメリカ合衆国・ワシントン州ベリンハム出身の元オートバイレーサー。1977年のフォーミュラ750世界選手権チャンピオンであると同時に、アメリカ人として初めてオートバイの世界タイトルを獲得したライダーでもある。

## 略歴
パシフィックノースウエスト（北アメリカの太平洋沿岸地域）でダートトラックからレースキャリアを始めたベイカーは、やがてロードレースに転向し、3度カナダ国内選手権のチャンピオンとなった。
最も好成績を残したのは、ヤマハ・ファクトリーのサポートを受けた1977年。この年、デイトナ200に勝利した後でヨーロッパに渡り、フォーミュラ750世界選手権のタイトルを獲得すると同時に、ロードレース世界選手権500ccクラスではバリー・シーンに次ぐランキング2位を得る。
しかし1978年にはヤマハを放出されてしまい、スズキのサポートを受けながらプライベーターとして選手権を戦ったが、この年のシーズン終了後、カナダのモスポート・インターナショナル・レースウェイでの事故によって腕と左足に重傷を負ってしまう。結局この怪我により、ベイカーはレース活動からの引退を決意した。
引退後は故郷のベリンハムでオートバイディーラーを経営している。1999年にはAMAモーターサイクル殿堂入りを果たした。

## 主な戦績

### ロードレース世界選手権
1969年から1987年までのポイントシステム
| 順位     | 1  | 2  | 3  | 4 | 5 | 6 | 7 | 8 | 9 | 10 |
| ポイント | 15 | 12 | 10 | 8 | 6 | 5 | 4 | 3 | 2 | 1  |

- 凡例
- ボールド体のレースはポールポジション、イタリック体のレースはファステストラップを記録。

| 年   | クラス | マシン | 1     | 2     | 3     | 4     | 5     | 6     | 7     | 8     | 9     | 10    | 11    | 順位 | ポイント |
| ---- | ------ | ------ | ----- | ----- | ----- | ----- | ----- | ----- | ----- | ----- | ----- | ----- | ----- | ---- | -------- |
| 1977 | 500cc  | ヤマハ | VEN 2 | AUT - | GER 3 | ITA 4 | FRA 3 | NED 5 | BEL 2 | SWE 3 | FIN - | CZE - | GBR 2 | 2位  | 80       |
| 1978 | 500cc  | スズキ | VEN 3 | SPA 6 | AUT - | FRA - | ITA 4 | NED 9 | BEL - | SWE 4 | FIN 6 | GBR 4 | GER 7 | 7位  | 42       |